# Didanozin
Didanozín  (okrajšava ddI) je sintetični analog deoksiadenozina, nukleozidni zaviralec reverzne transkriptaze, ki se uporablja za zdravljenje okužbe z virusom HIV in človeškim T-celičnim limfotropnim virusom. Na trgu je pod zaščitenima imenoma Videx in Videx EC.

## Zgodovina
Leta 1964 sta  Morris J. Robins in R.K. Robins sintetizirala sorodno učinkovino 2'3'-dideoksiadenozin (ddA), ki predstavlja predzdravilo didanozina. Kasneje so Samuel Broder, Hiroaki Mitsuya in Robert Yarchoan z Ameriškega inštituta za raka (NCI) ugotovili, da ddA in ddI in vitro zavirata podvojevanje virusa HIV, in so izvedli klinične raziskave, ki so pokazale, da izkazuje didanozin to delovanje tudi pri bolnikih. NCI je pridobil patent za protiretrovirusno delovanje didanozina, vendar zdravila sam ni utržil. Nacionalni inštitut za zdravje (NIH) je podelil ekskluzivno licenco za trženje didanozina farmacevstkemu podjetju Bristol-Myers Squibb Co. (BMS). Didanozin je prišel na trg v obliki tablet pod tržnim imenom Videx.
Tako je didanozin postal druga učinkovina zapovrstjo za zdravljenje okužbe s HIV-om, ki je dobila dovoljenje za promet v ZDA in številnih drugih državah. Ameriški Urad za prehrano in zdravila je zdravilu dodelil dovoljenje 9. oktobra 1991. To je pripomoglo tudi k znižanju cene zidovudina, ki je bil dotlej edino zdravilo proti HIV-u.
Didanozin je v kislem okolju neobstojen in se v želodčni kislini zlahka razgradi. Zato je bila učinkovina v zdravilu, ki ga je odobrila FDA, v obliki žvečljivih tablet v kombinaciji z antacidom, ki je nevtraliziral želodčno kislino. Žvečljive tablete so bile velike in drobljive, imele pa so tudi neprijeten okus ter povzročale drisko. Čeprav FDA ni odobrila odmerjanja enkrat na dan, je bilo to pri nekaterih bolnikih zadovoljivo odmerjanje.
Po izteku desetletne licence je BMS zdravilo Videx reformuliral ter ga na novo patentiral pod tržnim imenom Videx EC; novo obliko je FDA odobrila leta 2002. Nova oblika zdravila so kapsule, ki vsebujejo obložene mikrosfere. Odobreno odmerjanje je enkrat na dan. Po izteku desetletnega licenčnega obdobja za Videx pa je NIH dodelil licenco tudi podjetju Barr Laboratories; s tem je postal didanozin prvo zdravilo proti HIV-u na ameriškem tržišču, dostopno kot generik.

## Mehanizem delovanja
Didanozin (ddI) je nukleozidni analog gvanozina. Od drugih nukleozidnih analogov se razlikuje po tem, da v svoji zgradbi ne vsebuje nobene od običajnih dušikovih baz; namesto nje je prisoten hipoksantin, vezan na sladkorni obroč. V celici se didanozin s pomočjo celičnih encimov fosforilira do aktivnega presnovka dideoksiadenozina trifosfata. Kot drugi protiretrovirusni nukleozidni analogi tudi didanozin povzroči zaključitev nastajanja verige DNK, tako da se vgradi v virusno DNK, poleg tega pa zavre delovanje encima reverzne transkriptaze.

## Farmakokinetika
Absorpcija didanozina iz prebavil je sorazmerno nizka(42%), vendar hitra. Hrana znatno zniža biološko razpoložljivost didanozina, zato je priporočljivo zdravilo jemati na prazen želodec. Razpolovni čas v plazmi znaša le 1,5 ure, v znotrajcelični tekočini pa več kot 12 ur. Izločanje poteka zlasti skozi ledvice; ledvice aktivno izločajo didanozin, in sicer skupno 20 % zaužitega odmerka.
Na tržišču je prisotna tudi gastrorezistentna (želodčno odporna) oblika (Videx EC).

## Neželeni učinki
Najpogostejši neželeni učinki, ki jih povzroča didanozin, so driska, siljenje na bruhanje, bruhanje, bolečina v trebuhu, utrujenost, glavobol in izpuščaj. V ključnih kliničnih raziskavah z didanozinom se je pri 21–26 % bolnikov pojavila periferna nevropatija.
Pankreatitis se pojavlja redko, vendar lahko povzroči smrt. Drugi hudi neželeni učinki, o katerih so poročali, so motnje mrežnice, optični nevritis in motnje delovanja jeter. Tveganje za nekatere od teh resnih neželenih učinkov se poveča ob sočasnem uživanju alkohola.
Februarja 2010 je ameriški Urad za prehrano in zdravila izdala opozorilo, da imajo bolniki, zdravljeni z didanozinom, povečano tveganje za pojav redkega, a potencialno smrtnega zapleta – necirotične portalne hipertenzije.

## Odpornost
Pri virusih se odpornost proti didanozinu pojavlja, a počasneje kot proti zidovudinu. Najpogostejša virusna mutacija in vivo, odgovorna za odpornost, je mutacija L74V v genu pol, ki povzroča navzkrižno odpornost tudi proti zalcitabinu. Opaženi sta bili tudi mutaciji K65R in M184V .